# Ö, Ånge kommun
För andra betydelser, se Ö (olika betydelser).
Ö är en ort i Borgsjö socken, Ånge kommun, Västernorrlands län belägen norr om Ljungan. SCB har för bebyggelsen i Ö med en del av bebyggelsen i grannbyn Östby avgränsat en småort namnsatt till Östby södra och Ö. 
Byn och bebyggelsen Ö hade 189 invånare år 1890.

## Byn
Byn består av jordbruksbebyggelse uppförd under 1800- och 1900-talen och består av ett flertal välbevarade bondgårdar med mangårdsbyggnader, sals- och helkorsbyggnader, enkelstugor, vagnbodar, ladugårdslängor, stall, stolphärbren och logar.   
Bondgården Ö 1:6 är byggnadsminnesmärkt och består av åtta byggnader, varav härbret uppfördes 1814, vagnboden på 1850-talet, logen 1885, huvudbyggnaden 1889, bostadshuset i två våningar 1912 och lekstugan 1910. 

## Näringsliv
I Ö finns sågverket Callans Trä där flera bybor arbetar.